# Морнезе
Морнезе (итал. Mornese) — коммуна в Италии, располагается в регионе Пьемонт, в провинции Алессандрия.
Население составляет 726 человек (2008 г.), плотность населения составляет 53 чел./км². Занимает площадь 13 км². Почтовый индекс — 15075. Телефонный код — 0143.
Покровителем населённого пункта считается святой San Nicola da Tolentino.

## Демография
Динамика населения:

## Администрация коммуны
- Официальный сайт: